# Robert Feliciaggi
Robert Feliciaggi est un homme d'affaires et homme politique corse. Il est né le 15 mai 1942 au Cap en Afrique du Sud et est mort assassiné le 10 mars 2006 sur le parking de l'aéroport d'Ajaccio. Il est surnommé « Bob l'africain ».

## Biographie
Il est le fils d'un instituteur, il est à l'école avec le futur président du Congo-Brazzaville, Sassou N'Guesso, ce qui l'a aidé à batir sa fortune en créant, avec un autre Corse,  Michel Tomi, un empire du jeux au Cameroun, au Gabon et au Congo dans les années 1990, et aussi en Congo-Brazzaville où il crée des entreprises dans le domaine du tourisme et de la pêche industrielle auparavant. Il possède le populaire PMU d'Afrique de l'Ouest et prend pied sur la Côte d'Azur et dans d'autres secteurs touristiques français.
Présumé proche de Charles Pasqua, Robert Feliciaggi était maire divers-droite de Pila-Canale (Corse-du-Sud) depuis 1994. Il présidait le groupe divers-droite dit « Union Territoriale » à l'Assemblée de Corse. Populaire, affable, il était également proche de son cousin Toussaint Luciani, de Noël Pantalacci et de Jean-Jé Colonna, originaire de son village.
Dans les années 1980, Robert et son frère Charly possèdent une villa luxueuse en Corse où ils invitent les dirigeants d'Elf Aquitaine, visiblement pour préparer leurs futures aventures africaines. C'est ainsi que Michel Pecqueur, Gilbert Rutman et André Tarallo passent à plusieurs reprises des vacances d'été en Corse.
En avril 1991, il a fondé « Fortune's Club », une société de jeux et de loisirs au Cameroun, ainsi que la « Société des grands casinos » en France. Il est réélu en mars 2004 à l'Assemblée de Corse.

## Affaire dufinancement illégal du RPF
Proches de Charles Pasqua et du RPF, ils furent tous les deux mis en examen dans l'affaire du financement illégal du RPF. En effet, les activités de Feliciaggi dans le jeu ont intéressé le juge d'instruction Philippe Courroye en 2001. Le magistrat financier le met en examen pour « faux et usage de faux » et « corruption active » dans l'enquête sur les conditions d'achat et de revente, en 1994 et 1995, du casino d'Annemasse en Haute-Savoie. Le casino ouvre en 1994 et il est vendu moins d'un an plus tard par Feliciaggi avec une plus-value de 15 millions d'euros, sans que le ministre de l'Intérieur de l'époque, Charles Pasqua, n'y trouve à redire.
Les deux principaux intéressés ont toujours nié qu'une partie du bénéfice ait servi à financer la campagne des élections européennes de Pasqua. Les affaires de Feliciaggi ont continué. Il a créé peu de temps avant sa mort une compagnie aérienne avec Tomi avant de s'éloigner de son vieux compagnon.

## Assassinat
Le 10 mars 2006, Robert Feliciaggi est abattu sur le parking de l'aéroport d'Ajaccio à 23 heures. Il vient de débarquer du dernier vol en provenance de Paris.
L'action publique à son encontre s'est éteinte après sa mort par balles à Ajaccio en 2006. Le trajet n'est pas planifié de longue date, ce qui montre que les tueurs sont bien renseignés. Alors qu'il range ses affaires dans le coffre de sa voiture, une BMW noire, il est abattu de deux balles dans le dos par un calibre « 38 spécial » qui ne rejette pas les cartouches. À ce sujet, le procureur José Thorel déclare « C'est une embuscade, un contrat tel que pratique le banditisme ». En juillet 2016, le parquet rend un non-lieu sur cet assassinat.
« Le contrat peut être parti d'Afrique et avoir été traité ici » estime un enquêteur.